# Huizhou
Huizhou (kinesisk: 惠州; pinyin: Hùizhōu) er en by på præfekturniveau i provinsen Guangdong ved Kinas kyst til det Sydkinesiske Hav. Den har et areal på 	11,158 km2, og befolkningen anslås (2004) til 2.932.200 mennesker, hvoraf 516.000 bor i selve Huizhou by.
Befolkningen er overvejende hakkaer.

## Administration
Bypræfekturet Huizhou består af fem administrative enheder, hvoraf to er distrikter og tre er amter.
- Huicheng distrikt (惠城区)
- Huiyang distrikt (惠阳区)
- Boluo amt (博罗县)
- Huidong amt (惠东县)
- Longmen amt (龙门县)

Myndigheder
Den lokale leder i Kinas kommunistiske parti er Li Yiwei . Borgmester er Liu Ji, pr. 2021.

## Trafik
Kinas hovedvej 205 går gennem området. Den begynder i Shanhaiguan i Hebei og ender i det sydlige Shenzhen i provinsen Guangdong. Undervejs passerer den blandt andet Tangshan, Tianjin, Zibo, Huai'an, Nanjing, Wuhu, Sanming, Heyuan og Huizhou.
Kinas hovedvej 324 fører gennem området. Den går fra Fuzhou i provinsen Fujian gennem Guangdong, Guangxi, Guizhou, og ender i Kunming i Yunnan.